# Вторая карлистская война
Вторая карлистская война (исп. Segunda Guerra Carlista) — династическая война в Испании с 1872 по 1876 год, вызванная стремлением сторонников правнука Карла IV дона Карлоса Младшего возвести его на трон. В западной историографии часто называется Третьей карлистской войной.

## Накануне
После того как испанская королева Изабелла II была свергнута в 1868 году генералами Примом, Топете и Серрано, последовавшие поиски нового короля привели к коронации итальянского принца Амедея I, которого поддержали умеренные либералы. Однако это решение не приветствовалось карлистами, выдвинувшими своего лидера дона Карлоса Младшего на должность претендента на замену иностранного короля. Испания снова оказалась на грани новой войны за корону между двумя объявленными врагами.
В 1872 году дон Карлос Младший начал вооружённую борьбу за трон. Дона Карлоса поддержала консервативная часть дворянства, провозгласившая его королём под именем Карла VII. Дон Карлос прибыл на север Испании из Франции и в короткое время организовал 12-тысячную армию из своих приверженцев в Наварре, Бискайе, Арагоне и Каталонии.

## Начало боевых действий

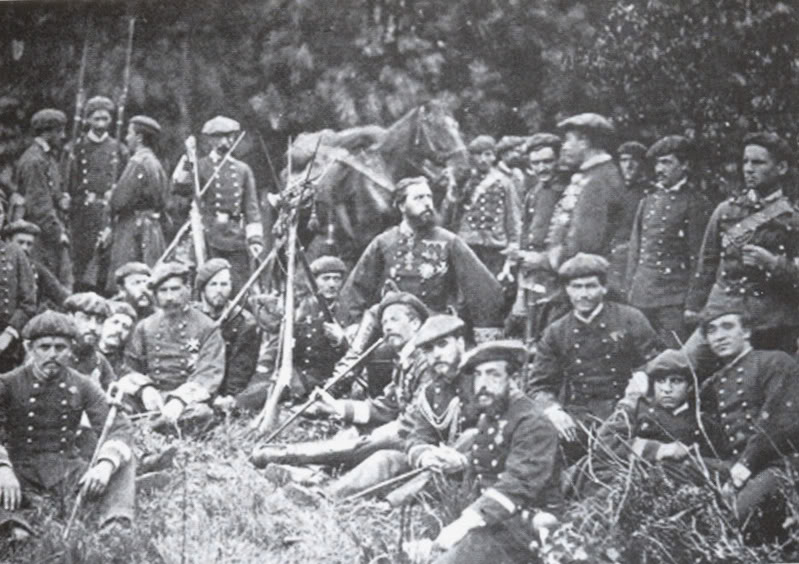
Дон Карлос среди своих солдат.

Первоначальный план карлистов предусматривал всеобщее восстание по всей Испании в надежде привлечь рекрутов среди наименее довольных групп испанского населения. 21 апреля 1872 года было назначено днем открытия восстания, и сторонники дона Карлоса собрались в Орокьета-Эрбити (исп. Oroquieta-Erbiti), к северу от Наварры , в ожидании его прибытия из Франции. Однако 1000 солдат правительственных войск под командованием генерала Морионеса атаковали лагерь карлистов в Орокьете в ночь на 4 мая, вынудив Карлоса VII отступить во Францию. После своего поражения при Орокьете карлисты из Бискайи сложили оружие и сдались в обмен на помилование.
Однако в других регионах Испании, например, в Кастилии, Наварре, Каталонии, Арагоне и Гипускоа, карлистские отряды продолжали действовать, вовлекая правительственные силы в тяжелые бои по всей территории. После провала восстания в Баскских провинциях и Наварре и бегства Карлоса VII во Францию силы карлистов перегруппировались и реформировались для следующего удара. Была установлена новая дата для нового восстания, которое должно было начаться 18 декабря 1872 года. С намерением поддержать восстание небольшие группы обученных офицеров вошли в Испанию, чтобы создать в ноябре 1872 года карлистскую армию.

## Успехи карлистов

Максимальное распространение влияния карлистов (красный цвет)

Второе восстание карлистов было успешным, что привело к росту сил карлистов в первые месяцы 1873 года. В феврале армия карлистов насчитывала около 50 000 человек на всех фронтах. 5 мая силы карлистов под командованием Доррегарая и Рады одержали важную победу при Эрауле (Наварра), нанеся тяжелые потери колонне правительственной армии полковника Наварро и взяв в плен множество пленных. Три месяца спустя Карлос VII вошел в Баскские провинции, а в августе силы карлистов захватили город Эстелья, основав свою столицу и временное правительство под руководством дона Карлоса. Наступление карлистов продолжилось безрезультатной битвой при Маньеру, где обе стороны заявили о своей победе над другой. Месяц спустя правительственный генерал Морионес предпринял попытку атаки на Эстелью, которую защищал генерал Хоакин Элио, но был отбит с тяжелыми потерями в сражении при горе Монтехурре. Эстелья оставалась оплотом карлистов до 1876 года. Затем карлисты победили при Белабьете возле Вильябоны в Гипускоа, что укрепило боевой дух их армии и распространило влияние на прилегающие районы.
В Каталонии первое крупное столкновение между противоборствующими армиями произошло в Альпене. 9 июля правительственная колонна Хосе Кабринети попала в засаду карлистских сил под командованием Франсиско Савальса. В последовавшей резне Кабринети был убит, а его колонна из 800 человек была либо перебита, либо захвачена карлистами. Еще одно важное столкновение произошло в провинции Валенсия 22 декабря при Бокайренте, когда правительственные силы под командованием генерала Валериано Вейлера были атакованы численно превосходящими силами карлистов во главе с Хосе Сантесом. Отброшенный на начальном этапе боя, Вейлер смог выйти победителем, проведя эффективную контратаку, которая разгромила силы карлистов.

## Тактика карлистов
Как и в предыдущих карлистских войнах, карлисты сосредоточились на создании военных отрядов под командованием временных командиров. Эти военные отряды будут вести нерегулярную войну, сосредоточив внимание на партизанской деятельности, атакуя телеграфные посты, железные дороги, аванпосты правительственных войск, используя тактику «нападай и беги». Карлисты старались избегать крупных городов, таких как Бильбао или Сан-Себастьян, поскольку они не были достаточно сильны, чтобы совершить осаду и захват таких городов. Вместо этого они продемонстрировали большое мастерство в атаке на незащищенные города или изолированные аванпосты, используя свое знание местности в своих интересах.
Помимо партизан, на основных театрах войны действовало также несколько карлистских армий под командованием самых доверенных офицеров Карлоса VII, таких как генералы Антонио Доррегарай, Хоакин Элио, Франсиско Сабальс, священник Санта-Крус и другие. Эти армии состояли из добровольцев-роялистов, которые были объединены под знаменем карлистов, образуя регулярные пехотные, кавалерийские и артиллерийские подразделения. Однако реальная численность этих сил была сомнительной из-за отсутствия военной подготовки и дисциплины среди добровольцев. У сил карлистов не было четкой линии снабжения, что приводило к постоянной нехватке лошадей, боеприпасов и оружия. Оружие, которое они фактически получали, зачастую было устаревшим. Наконец, силы карлистов были серьезно ограничены в мобильности, поскольку они не могли использовать принадлежащую правительству железнодорожную сеть. Эти недостатки ставили карлистов в невыгодное положение в обычной войне. Таким образом, карлисты пытались избежать прямой конфронтации с либералами и вместо этого полагались на партизанскую войну для достижения своих целей.
От клерикалов и монархистов соседних стран, особенно Франции, дон Карлос получал помощь в виде денег, оружия и боеприпасов. В борьбе с республиканской Испанией карлисты проявили жестокость, разрушали железные дороги, совершали нападения на поезда, истребляли селения и их жителей огнём и мечом.

## Равновесие

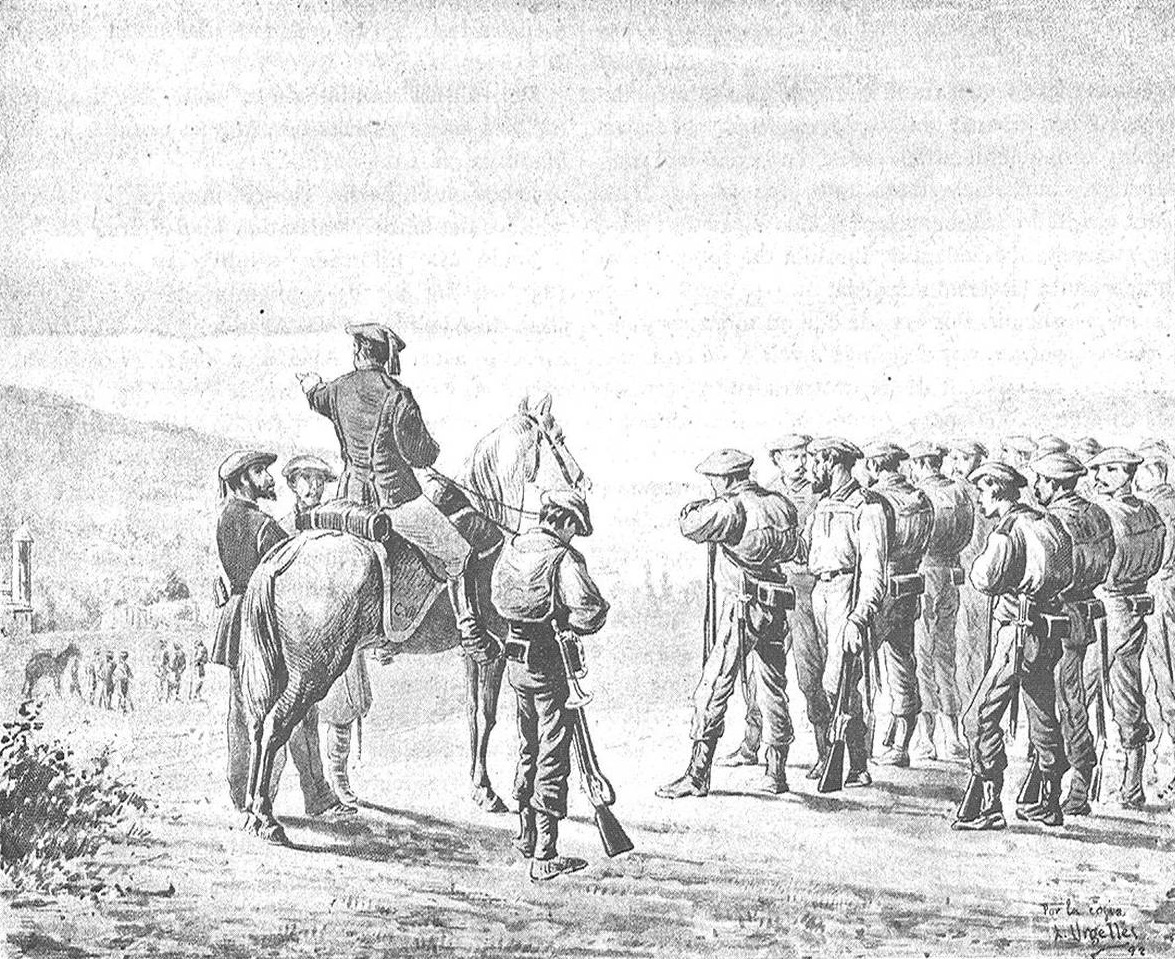
Отряд карлистов.

1874 год стал поворотным моментом войны в Баскских провинциях и Наварре, отметив предел наступления карлистов провалом осады Бильбао и сражениями под Эстельей. Карлисты, воодушевленные своими недавними успехами и нестабильностью республиканского правительства, решили попытаться нанести критический удар по правительству, осадив важный город Бильбао. В то же время другим силам карлистов было приказано отправиться в Гипускоа, чтобы обезопасить регион, что они, наконец, и сделали после захвата Толосы 28 февраля. Осада Бильбао длилась с 21 февраля по 2 мая 1874 года и стала поворотным моментом войны в Баскских провинциях и Наварре. После трёх попыток правительственные войска сняли осаду и заставили карлистов отступить в свою столицу Эстелью. Но попытка взять Эстелью провалилась в результате трёхдневных боёв 25-27 июня при Абарсусе. Правительственные силы  под руководством Морионеса предприняли новые попытки захватить столицу карлистов и 11 августа провели отвлекающую атаку к юго-востоку от города Отейса. Правительственные войска смогли разгромить карлистов под командованием Мендири, одержав небольшую тактическую победу, но с тяжелыми потерями.

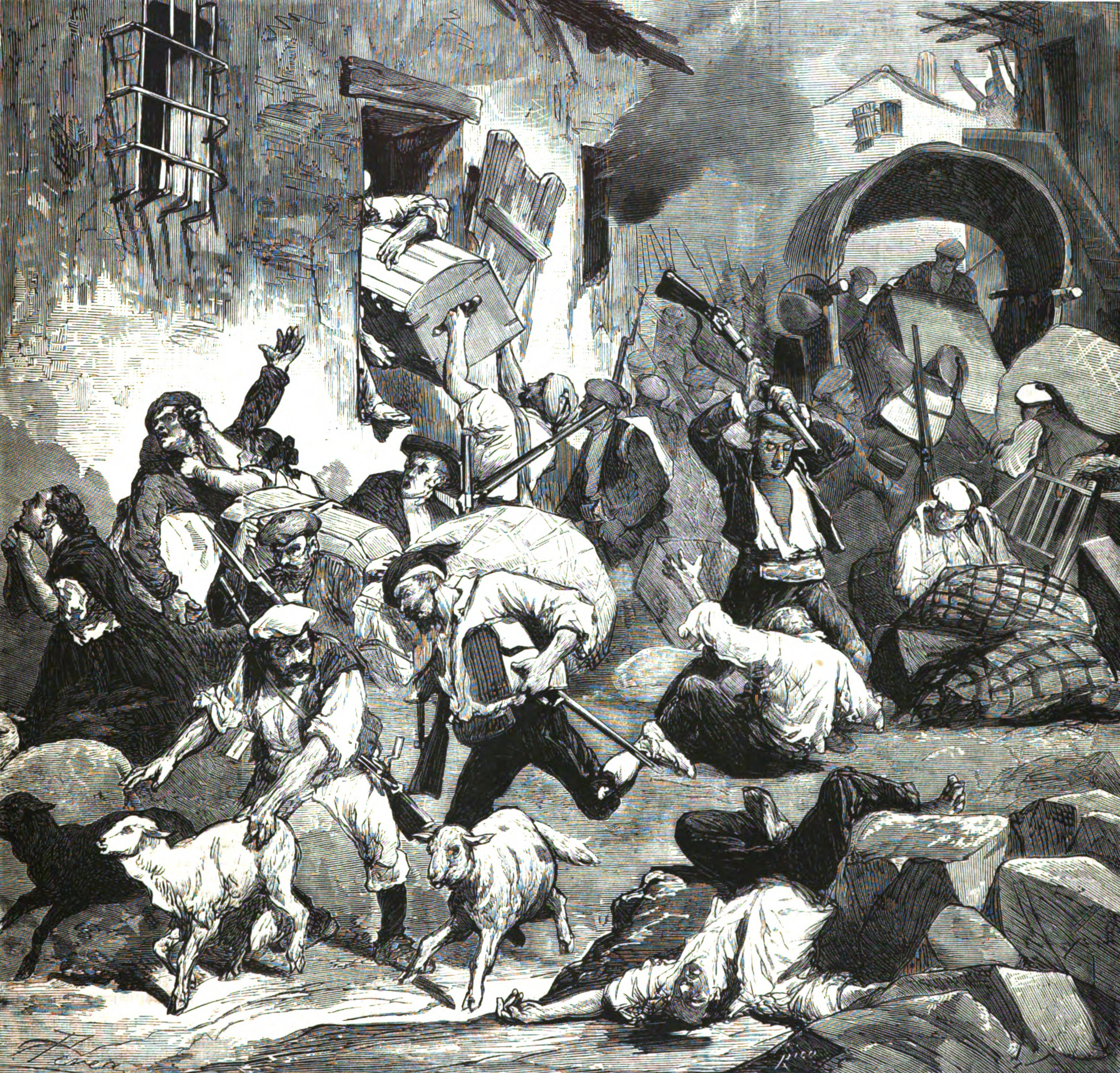
Разрабление Куэнки карлистами.

В Арагоне правительственные силы  полковника Эулохио Деспухоля застали врасплох силы карлистов в городе Каспе, разгромив их и заставив бежать в беспорядке. Однако карлисты, усиленные подкреплениями, посланными инфантом Альфонсо из Вальеса в Таррагоне, смогли основать своё небольшое государство в Маэстрасго, сосредоточенное вокруг города Кантавьеха. Они отразили несколько атак на Кантавьеху, но в конце концов капитулировали после осады.
В Каталонии карлисты действовали чрезвычайно активно в Жироне и Таррагоне. В марте они осадили Олот (Жирона) и сорвали попытки освободить город, разгромив 14 марта деблокирующую армию Рамона Нувиласа в Кастельфольит-де-ла-Рока. Битва закончилась захватом 2000 человек и самого Нувиласа. Олот капитулировал через два дня после битвы. Каталонские карлисты немедленно разместили свою столицу в Олоте. В Таррагоне инфант Альфонсо начал собирать свои силы в Тортосе. Увидев возможность перехватить инициативу, полковник-республиканец Эулохио Деспухоль, одержавший победу над карлистами в Каспе, 4 июня атаковал опорный пункт карлистов в Гандесе и взял его. В свою очередь, месяц спустя инфант Альфонсо собрал 14-тысячную карлистскую армию и двинулся на Куэнку. Куэнка, расположенная в 136 километрах от Мадрида, капитулировала после двух дней осады и была жестоко разграблена; но контратака республиканцев разгромила карлистов, которые отступили за реку Эбро.

## Конец войны
Переворот генерала Арсенио Мартинеса де Кампоса и бригадного генерала Дабана провозгласил восстановление монархии 29 декабря 1874 года. Сын свергнутой Изабеллы II Альфонс был возведён на испанский престол. Сам Альфонс прибыл из Марселя в Мадрид в январе 1875 года. В последующем манифесте, написанным бывшим видным лидером карлистов Рамоном Кабрерой было объявлено о поддержке нового монарха, что серьезно подорвало дело карлистов. Несколько лидеров карлистов, такие как Савальс, Мендири, Доррегарай и многие другие, были преданы суду за нелояльность со стороны коллег-карлистов или отстранены от командования в 1875 году. С этого момента карлисты перешли к обороне.
Войска Альфонса усилили борьбу с карлистами. Кроме этого, Альфонс XII объявил в 1875 году амнистию офицерам и чиновникам-карлистам, поэтому многие офицеры дезертировали и вступали в правительственную армию. Хотя карлисты были потрясены этими событиями, они продемонстрировали, что они еще не побеждены. 3 февраля генерал Торкуато Мендири смог застать врасплох правительственную колонну возле Лакара, к востоку от Эстеьи, недавно захваченный правительственными войсками. В последовавшем сражении карлисты захватили несколько артиллерийских орудий, 2000 винтовок и 300 пленных. В ходе боя погибло 1000 человек, большинство из которых были правительственными солдатами.
Всё же Дон Карлос начал терпеть неудачи. Летом 1875 года армии генералов Мартинеса Кампоса и Ховельяра начали наступление и нанесли ряд поражений карлистам, отняли у них крепость Кантавьеху, вынудили их очистить Каталонию и Валенсию. Карлисты ответили тактикой выжженной земли, сжигая посевы и отступая из районов, которые они не могли удержать. Наконец, генералы Кесадо и Морионес взятием Витории (20 июля 1875), Сео-де-Урхеля (26 августа) и Эстельи (19 февраля 1876) окончили карлистскую войну. 28 февраля 1876 года дон Карлос вынужден был бежать во Францию. В этот же день Альфонс XII вошел в Памплону с 200-тысячной армией.

## Результаты
В результате войны погибло от 7000 до 50 000 человек.
После окончании войны была принята новая испанская конституция. Король поделился своей властью с правительством, сенатом и конгрессом депутатов, выбираемым избирателями. Статья первая провозглашала католицизм господствующим вероисповеданием. Баскские провинции и Наварра, служившие главным очагом карлистского восстания, были наказаны лишением своих исключительных прав и привилегий.
Окончание конфликта ознаменовало зарождение новой политической системы и новой социальной реальности, которая затронула всю Испанию. Новая конституционная монархия, установленная в 1876 году, была создана в условиях большого насилия и небольшого количества переговоров. Новый режим основывал свою власть на вооруженных силах и военизированной полиции, которые укрепились в 19 веке благодаря защите централистского государства и подавлению народных восстаний. Таким образом, новый режим гарантировал сохранение и расширение интересов политической и экономической олигархии Испании, т. е. аграрной аристократии и промышленной буржуазии. Также возникла новая политическая идеология испанского национализма, связанная с необходимостью современной Испании. Эта идеология основывалась на предпосылках централизации и однородности.